# Академия изящных искусств (Умео)

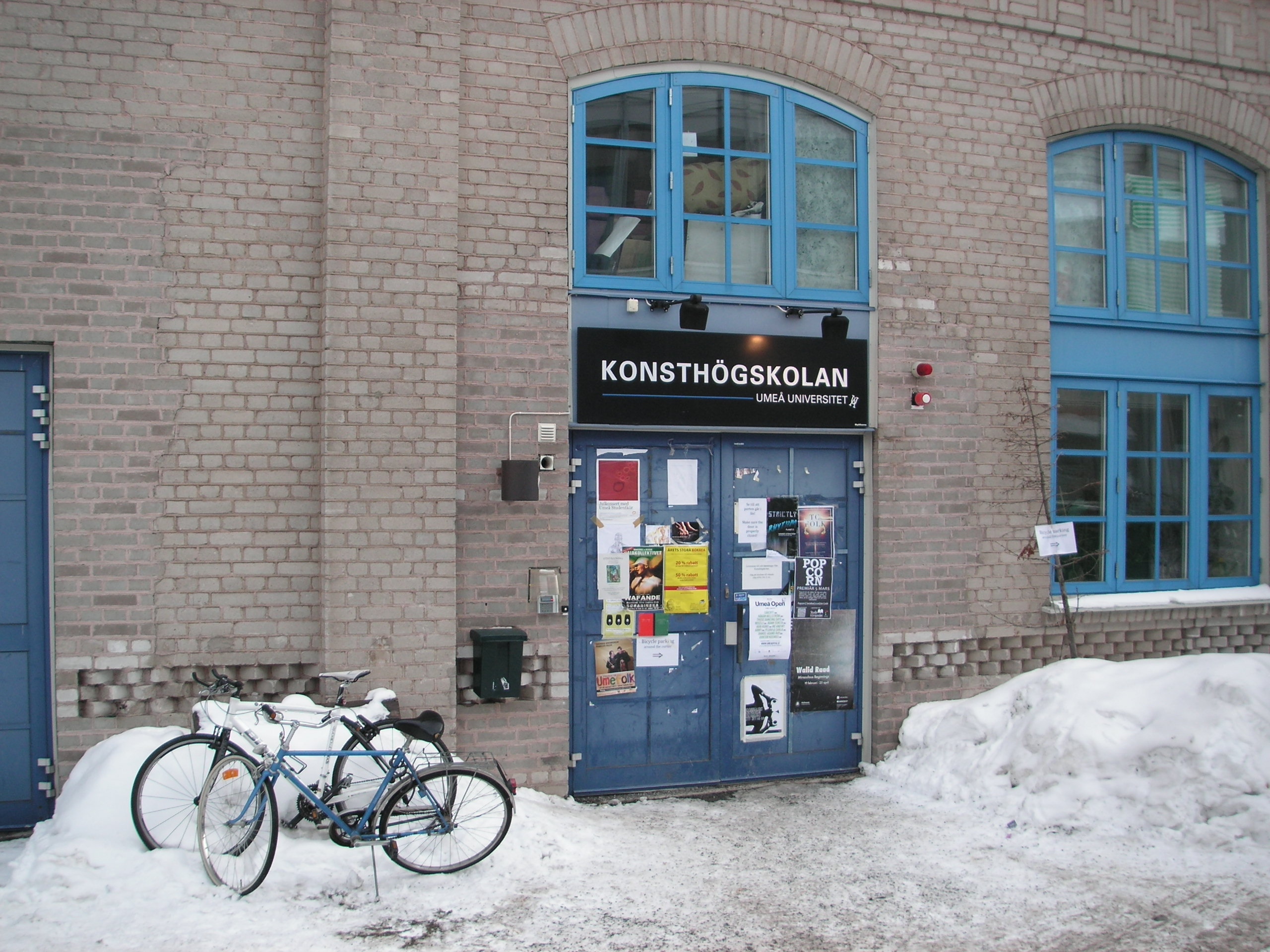
Вход в здание.

Академия изящных искусств — высшее учебное заведение в шведском городе Умео. Основана в 1987 году (здание было готово к 1986 году), является частью кампуса искусств университета Умео.
Учебные программы включают в себя трёхлетний бакалавриат, магистратуру, специальные курсы эстетики и летние курсы. Среди специальностей — различные виды скульптуры, живописи, компьютерного дизайна.
Академия проводит ряд научно-исследовательских проектов, выставки работ её студентов, привлекающие внимание прессы, проводятся с 1993 года в собственном здании, а также в рамках ежегодной выставки, проходящей в соседней школе или (с момента его основания) в Музее картин. Весной 2012 года академия переехала в здание нового кампуса.